# Marie-Angélique Memmie Le Blanc

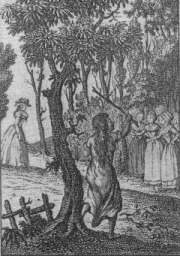
Dibujo de la época.

Marie-Angélique Memmie Le Blanc (nacida en 1712 en Wisconsin, Luisiana francesa; fallecida en 1775 en París, Francia) fue una famosa niña salvaje del siglo XVIII encontrada en Francia, país donde el caso es también conocido como La Chica Salvaje de Champagne, La Sirvienta de Châlons, o La Niña Salvaje de Songy.
Su caso encierra cierta polémica porque algunos investigadores modernos lo han considerado completamente o en parte no verídico. Aun así, en 2004, Serge Aroles concluyó que el caso era auténtico, tras una investigación de diez años.

## Biografía

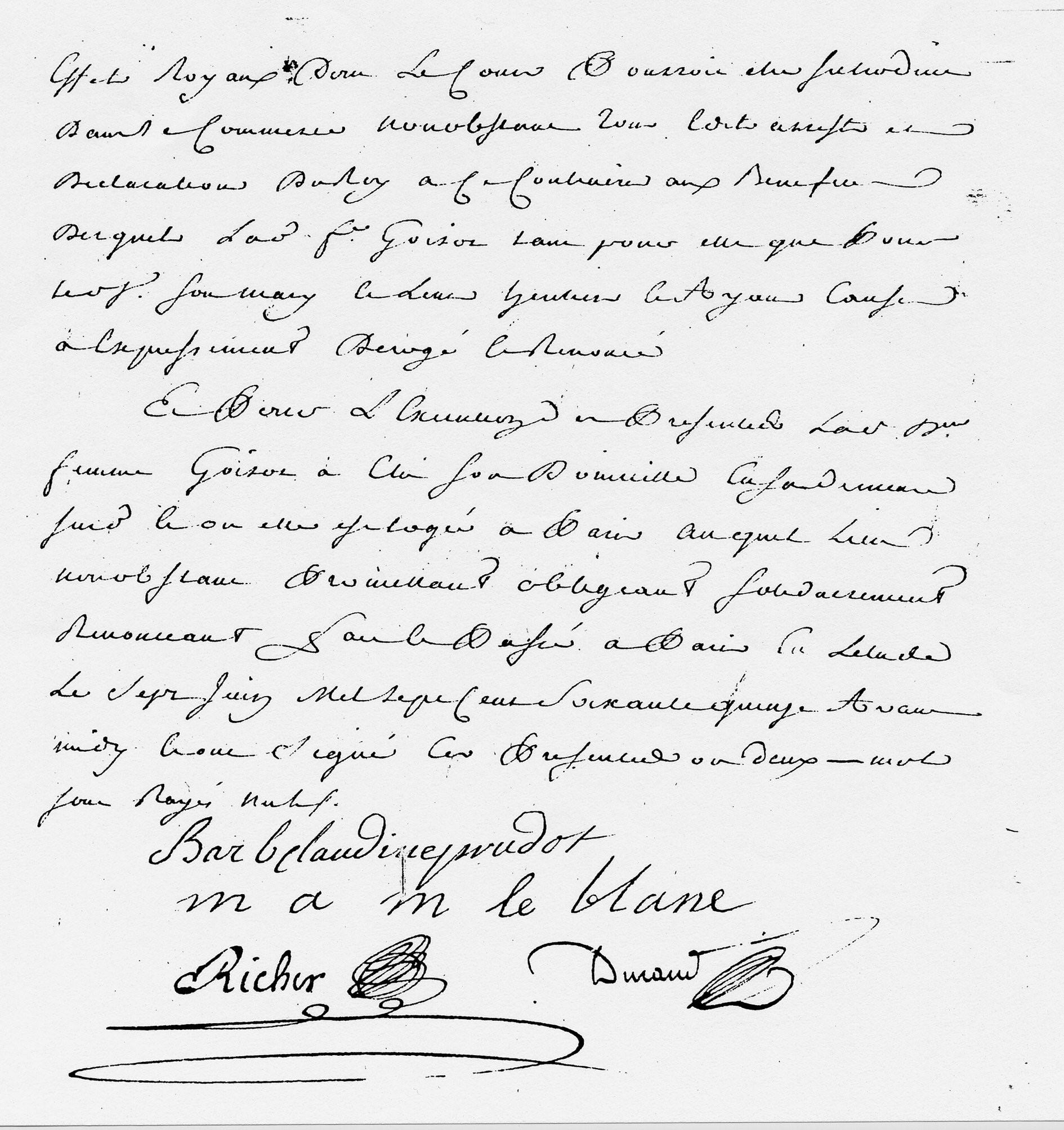
Texto manuscrito de Marie-Angélique (« m a m le blanc ») de 1775, año de su fallecimiento.

La evidencia encontrada señala que Marie-Angélique habría sobrevivido diez años de manera salvaje en los bosques de Francia, entre las edades de nueve y 19 años, antes de ser capturada por habitantes de Songy, Champaña, en septiembre de 1731. Según la investigación de Aroles, Marie-Angélique había nacido en 1712 como nativa americana de la tribu meskwaki (o "Fox"), en el actual estado de Wisconsin (EE. UU.) y murió en París en 1775, a los 63 años. De acuerdo con esta misma investigación, aparentemente ella consiguió aprender a leer y escribir siendo adulta, siendo por ello un caso notable entre los niños salvajes.
Sobre su primera infancia existen muy pocos datos. Habría sido llevada a Francia a través de Canadá por una señora, llegando ambas por barco a Marsella durante la peste bubónica en Provenza de 1720.
Habiendo huido de la peste que la tendría que haber matado, Marie-Angélique anduvo miles de kilómetros a través de los bosques del reino de Francia, permaneciendo en ellos durante diez años, antes de ser capturada en 1731 en la provincia de Champaña en estado de salvajismo. Con posterioridad a esto, y tras ser reintroducida en la sociedad, aprendió a leer y escribir, fue monja por un tiempo en una abadía real, se convirtió en indigente, fue rescatada financieramente por la Reina de Francia (cónyuge de Luis XV de Francia), rechazó el amor de un hombre educado, mantuvo su dignidad en su batalla larga con el asma y murió con una buena posición económica para los estándares de la época.

## Investigación contemporánea
La historia de la vida salvaje de Marie-Angélique fue divulgada a mediados del siglo XVIII en Francia y en Gran Bretaña a través de una corta biografía realizada por la escritora francesa Marie-Catherine Homassel Hecquet y editada por el científico y explorador francés Charles-Marie de la Condamine, publicada en París en 1755. Posteriormente apareció una traducción inglesa en 1768, titulada An Account of a Savage Girl, Caught Wild in the Woods of Champagne.
Entrevistas con Marie-Angélique fueron realizadas por el periodista francés Charles-Philippe d'Albert, Duque de Luynes (1753), el poeta francés Louis Racine (c. 1755) y el filósofo escocés James Burnett, Lord Monboddo (1765). Además, fue también publicada información sobre su caso por el naturalista francés Georges-Louis Leclerc, Comte de Buffon (1759) y Jacques-Christophe Valmont de Bomare (1768), Lord Monboddo (1768) (1773) y (1795), el abogado y anticuario Claude-Rémy Buirette de Verrières (1788) y el historiador francés Abel Hugo (1835).

## Valoraciones modernas
La historia de Marie-Angélique permanece poco conocida en los países de habla no inglesa y el caso había sido casi olvidado en Francia hasta tiempos bastante recientes.